# Les filles
Les filles – singiel wydany we Francji, promujący płytę DVD "Routes". Piosenka pochodzi z albumu Reviens. Utwór napisał Jean Jacques Goldman.

## Lista utworów
| #                     | Tytuł           | Czas trwania    |                 |
| CD single promo       | CD single promo | CD single promo | CD single promo |
| --------------------- | --------------- | --------------- | --------------- |
| 1.                    | Les filles      |                 |                 |
| CD single + DVD promo |                 |                 |                 |
| 1.                    | Les filles      |                 |                 |